# Liga Nacional de Ascenso Apertura 2009

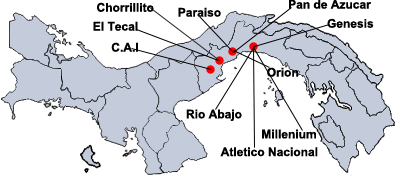
Distribución de los equipos de la Primera A 2009.

La Liga Nacional de Ascenso Apertura 2009 la versión número 17 abrió la temporada 2009-2010 del fútbol de Segunda División de Panamá. Este es el primer torneo con el nombre de LNA, se inició a finales de agosto de 2009 y concluyó en diciembre de 2009.
En el mismo se coronó campeón la Asociación Deportiva Orión, ganándole al Río Abajo FC que luego le ganaría en la gran final, para elegir al representante de segunda división que optaría por la oportunidad de ascender a primera. El Río Abajo FC perdió en la Ligilla de Promoción antes el Alianza FC, manteniéndose en la segunda división el año próximo.

## Cambios en el torneo Apertura 2009
- Se cambia el nombre de Primera A por el de Liga Nacional de Ascenso o sus siglas LNA.

- Nuevamente, este torneo de la Segunda División se llamó "Torneo Apertura", con el fin de que ahora en adelante se pondrá a tono con los sistemas de campeonato del resto de los países de la Concacaf.

## Equipo de la LNA Apertura 2009
| Equipo               | Ciudad        |
| -------------------- | ------------- |
| AD Orión             | San Miguelito |
| Chorrillito FC       | Arraiján      |
| CA Independiente     | La Chorrera   |
| CD Pan de Azúcar     | San Miguelito |
| Deportivo Génesis    | San Miguelito |
| Deportivo el Tecal   | Arraiján      |
| Millenium FC         | San Miguelito |
| Paraíso FC           | San Miguelito |
| Río Abajo FC         | Panamá        |
| SD Atlético Nacional | Panamá        |

## Estadísticas de la LNA Apertura 2009

### Tabla General
| LNA Apertura 2009 | LNA Apertura 2009    | LNA Apertura 2009 | LNA Apertura 2009 | LNA Apertura 2009 | LNA Apertura 2009 | LNA Apertura 2009 | LNA Apertura 2009 | LNA Apertura 2009 | LNA Apertura 2009 | LNA Apertura 2009 |
| Equipo            | Equipo               | Pts               | PJ                | G                 | E                 | P                 | GF                | GC                | DIF               |                   |
| ----------------- | -------------------- | ----------------- | ----------------- | ----------------- | ----------------- | ----------------- | ----------------- | ----------------- | ----------------- | ----------------- |
| 1                 | Río Abajo FC         | 40                | 18                | 13                | 1                 | 4                 | 52                | 15                | +36               |                   |
| 2                 | Paraíso FC           | 36                | 18                | 11                | 3                 | 4                 | 42                | 25                | +17               |                   |
| 3                 | AD Orión             | 33                | 18                | 10                | 3                 | 5                 | 62                | 34                | +28               |                   |
| 4                 | CD Pan de Azúcar     | 32                | 18                | 10                | 2                 | 6                 | 37                | 31                | +6                |                   |
| 5                 | Chorrillito FC       | 31                | 18                | 10                | 1                 | 7                 | 37                | 24                | +13               |                   |
| 6                 | SD Atlético Nacional | 28                | 18                | 8                 | 4                 | 6                 | 36                | 25                | +11               |                   |
| 7                 | CA Independiente     | 19                | 18                | 5                 | 4                 | 9                 | 31                | 45                | -14               |                   |
| 8                 | Millenium FC         | 18                | 18                | 5                 | 3                 | 10                | 27                | 46                | -19               |                   |
| 9                 | Deportivo el Tecal   | 17                | 18                | 4                 | 5                 | 9                 | 33                | 46                | -13               |                   |
| 10                | Deportivo Génesis    | 2                 | 18                | 0                 | 2                 | 16                | 15                | 80                | -65               |                   |

- Pts=Puntos; PJ=Partidos jugados; G=Partidos ganados; E=Partidos empatados; P=Partidos perdidos; GF=Goles a favor; GC=Goles en contra; DIF=Diferencia de gol

|  | Clasificado a las semifinales |

### Semifinales
|  | Semifinales      | Semifinales      | Semifinales  |              |          | Final    | Final | Final |  |
|  |                  |                  |              |              |          |          |       |       |  |
|  |                  |                  |              |              |          |          |       |       |  |
|  | Río Abajo FC     | Río Abajo FC     | 3            |              |          |          |       |       |  |
|  | Río Abajo FC     | Río Abajo FC     | 3            |              |          |          |       |       |  |
|  | CD Pan de Azúcar | CD Pan de Azúcar | 2            |              |          |          |       |       |  |
|  | CD Pan de Azúcar | CD Pan de Azúcar | 2            |              | AD Orión | AD Orión | 3     |       |  |
|  |                  |                  |              |              | AD Orión | AD Orión | 3     |       |  |
|  |                  |                  | Río Abajo FC | Río Abajo FC | 3        |          |       |       |  |
|  | Paraíso FC       | Paraíso FC       | Río Abajo FC | Río Abajo FC | 3        | 2        |       |       |  |
|  | Paraíso FC       | Paraíso FC       |              |              |          | 2        |       |       |  |
|  | AD Orión         | AD Orión         | 3            |              |          |          |       |       |  |
|  | AD Orión         | AD Orión         | 3            |              |          |          |       |       |  |
|  |                  |                  |              |              |          |          |       |       |  |

### Semifinal de Ida
| 2 de diciembre de 2009 | AD Oríon                        | 2:1 | Paraíso FC     | Mini Rommel, Panamá |  |
|                        | Roberty Morales · Luis Renteria |     | Eugenio Galván |                     |  |

| 2 de diciembre de 2009 | CD Pan de Azúcar | 1:1 | Río Abajo FC  | Mini Rommel, Panamá |  |
|                        | Eladio Carranza  |     | Armis Haywood |                     |  |

### Semifinal de Vuelta
| 5 de diciembre de 2009 | Paraíso FC      | 1:1 | AD Oríon   | Estadio Bernardo Candela Gil, San Miguelito |  |
|                        | William Jimenez |     | Jorge Jaén |                                             |  |

| 5 de diciembre de 2009 | Río Abajo FC                               | 2:1 | CD Pan de Azúcar | Mini Rommel, Panamá |  |
|                        | Cesar Gutiérrez 7' · Jefferson Viveros 34' |     | Joel Valdez 10'  |                     |  |

### Final
| 10 de diciembre de 2009 | Río Abajo FC | 3:3 | AD Orión | Mini Rommel, Panamá            |  |
|                         |              |     |          | Asistencia: 1.500 espectadores |  |

| Tanda de penaltis |  |     |
|                   |  | 3:5 |

### Tabla Final
| 1 | AD Orión         |
| 2 | Río Abajo FC     |
| 3 | Paraíso FC       |
| 4 | CD Pan de Azúcar |

|  | Medio Boleto para ascender a la LPF |

| Campeón de la LNA Apertura 2009: |
| -------------------------------- |
| AD Orión 2.º Título              |

## Representante de Segunda División
El Río Abajo FC quedó campeón del torneo anterior, y el AD Orión campeón de este torneo, disputaron el partido de promoción a ver que equipo tendrá la oportunidad de enfrentarse al equipo que quedó en la última posición de la Liga Panameña de Fútbol, en este caso el Alianza FC. El ganador fue el Río Abajo FC.

### Partido
| 12 de diciembre de 2009 | Río Abajo FC | 3:1 | AD Orión | Mini Rommel, Panamá |  |

### Derecho a Disputar Liguilla de Promoción
|  | Equipo       |
|  | ------------ |
|  | Río Abajo FC |

## Liguilla de Promoción
El Alianza FC que finalizó en la posición 10º, en la sumatoria de estos 2 últimos torneos, disputó la Liguilla de Promoción contra el club ganador de la división inferior, que fue el Río Abajo FC. El ganador fue el Alianza y se quedó en la primera división.
| Equipo de la LPF | Global | Equipo de la LNA | Ida | Vuelta |
| ---------------- | ------ | ---------------- | --- | ------ |
| Alianza FC       | 2:1    | Río Abajo FC     | 1:1 | 1:0    |

### Partidos
| 16 de diciembre de 2009 | Alianza FC      | 1:1 | Río Abajo FC      | Mini Rommel, Panamá |  |
|                         | Francisco López |     | Jefferson Viveros |                     |  |

| 19 de diciembre de 2009 | Río Abajo FC | 0:1 | Alianza FC      | Mini Rommel, Panamá |  |
|                         |              |     | William Aguilar |                     |  |

### Ascendido y Descendido
| Permanece en Primera | Permanece en Segunda |
| -------------------- | -------------------- |
| Alianza FC           | Río Abajo FC         |